# Shirō Sagisu
Shirō Sagisu (jap. 鷺巣 詩郎 Sagisu Shirō;  ur. 29 sierpnia 1957) – japoński producent muzyczny i kompozytor. Swoją karierę rozpoczął w późnych latach 70. XX wieku Był producentem muzycznym takich wykonawców jak Misia, Satoshi Tomiie i Ken Hirai. Sagisu skomponował muzykę do wielu filmów i anime. Dużą popularność przyniosła mu współpraca ze studiem Gainax, a w szczególności ścieżka dźwiękowa do serii Neon Genesis Evangelion oraz do ekranizacji mangi Bleach.

## Dyskografia
- Final Fantasy VI Grand Finale (orchestral arrangement, 1994)
- Shiro’s Songbook (1999)
- Shiro’s Songbook „remixes and more” (2000)
- Shiro’s Songbook 2 (2000)
- Shiro’s Songbook 2.5 Tribute to Cool! (2001)
- 5.1 Gospel Songbook (2001)
- Shiro’s Songbook Selection London Freedom Choir (2003)
- Shiro’s Songbook Ver 7.0 (2005)

## Filmografia
- Shin Godzilla (2016)
- Black Bullet (2014)
- Magi (2012)
- Rebuild of Evangelion (2007-2021)
- The Skull Man (2007)
- The Restless (2006)
- Ai City (1983-1984)
- Bleach (2004-2012)
- Casshern (2004)
- Musa (2002)
- Magical Shopping Arcade Abenobashi (2001)
- His and Her Circumstances (1998)
- Shin seiki Evangelion gekijōban Death & Rebirth (1997)
- Shin seiki Evangelion gekijōban Air/Magokoro o, kimi ni (1997)
- Neon Genesis Evangelion (1995-1996)
- Garzey's Wing (1996)
- Kimagure Orange Road (1987-1988)
- Macross II (1992)
- Ushio and Tora (1992)
- Fushigi no umi no Nadia (1990–1991)
- Megazone 23 (1985, 1987, 1989)
- Attacker You! (1984-85)